# 福島中央郵便局
福島中央郵便局（ふくしまちゅうおうゆうびんきょく）は、福島県福島市森合町にある郵便局。民営化前の分類では集配普通郵便局であった。局番号は82001。

## 概要

### 住所
- 〒960-8799：福島県福島市森合町10-30

### 併設施設
- ゆうちょ銀行福島店（仙台支店福島出張所）：取扱店番号820010
- なお、かんぽ生命保険福島支店は、当局ではなく福島東郵便局に併設されていたが、現在は郡山市のきらやか銀行旧郡山支店の跡地に移転している。

## 沿革
- 1872年8月4日（明治5年7月1日） - 福島郵便取扱所として開設[1]。
- 1873年（明治6年）5月10日 - 福島郵便役所となる[1]。
- 1875年（明治8年）1月1日 - 福島郵便局（二等）となる。翌日より為替取扱を開始[1]。
- 1877年（明治10年）9月15日 - 貯金取扱を開始[1]。
- 1887年（明治20年）8月1日 - 福島郵便電信局となる[1]。
- 1903年（明治36年）4月1日 - 通信官署官制の施行に伴い福島郵便局（二等）となる[1]。
- 1907年（明治40年）12月11日 - 電話交換業務を開始。加入数188名。
- 1918年（大正7年）3月20日 - 等級を二等から一等に改定[2]。
- 1919年（大正8年）2月1日 - 福島市大字福島字杉妻町から、同市大字福島字上町へ局舎を移転[3]。
- 1949年（昭和24年）2月21日 - 電信事務を福島電信局に、電話事務を福島電話局に移管[4]。
- 1958年（昭和33年）11月15日 - 電話通話および和文電報受付事務の取扱を開始[5]。
- 1978年（昭和53年）8月28日 - 福島市上町から、同市森合町へ局舎を移転[6]。
- 1987年（昭和62年）7月1日 - 福島中央郵便局に改称。
- 1992年（平成4年）8月3日 - 外国通貨の両替および旅行小切手の売買に関する業務取扱を開始。
- 2007年（平成19年）10月1日 - 民営化に伴い、併設された郵便事業福島支店、ゆうちょ銀行福島店に一部業務を移管。
- 2012年（平成24年）10月1日 - 日本郵便株式会社の発足に伴い、郵便事業福島支店を福島中央郵便局に統合。
- 2016年（平成28年）3月22日 - 庭坂郵便局から集配業務および保険の渉外業務を福島中央郵便局に、貯金の渉外業務をゆうちょ銀行福島店に移管。
- 2017年（平成29年）8月19日 - ゆうゆう窓口の24時間営業を廃止。
- （時期不明）東日本大震災により被災し閉鎖した飯曾、飯館（いずれも飯舘村）の2局の集配機能を「集配分室」とする。

## 取扱内容

### 福島中央郵便局
- 郵便、印紙、ゆうパック、内容証明
- 生命保険、バイク自賠責保険、自動車保険
- 福島市内の一部地域の集配業務
- ゆうゆう窓口

### ゆうちょ銀行福島店
- 貯金、貸付、為替、振替、振込、国際送金、外貨両替、国債、投資信託、変額年金保険
- ATM

## 周辺
- 福島市保健福祉センター
- 福島テレビ
- 福島県立福島高等学校
- 福島県立橘高等学校
- 松韻学園福島高等学校
- 福島県立視覚支援学校
- 福島県立聴覚支援学校福島分校

## アクセス
- 福島交通飯坂線 曽根田駅から徒歩で約11分。
- 福島交通バス「福島中央郵便局」停留所、もしくは「別路線の保健福祉センター」停留所下車（「保健福祉センター」停留所のバス停車時間は、9時から16時まで）。
- 東北自動車道 福島西ICから北東へ、もしくは福島飯坂ICから南へそれぞれ約5km。
- 国道13号沿い。
- 駐車場あり：22台